# Tierpark Hagenbeck
Il Tierpark Hagenbeck è un giardino zoologico privato di Amburgo, sito nel quartiere Stellingen e inaugurato nel 1907. All'epoca della sua inaugurazione fu uno dei più innovativi zoo al mondo, considerato come il primo ad esporre gli animali in recinti senza gabbie, e dal 1997 il complesso che lo ospita è tutelato come monumento storico di Amburgo.

## Storia

### Le origini tra commercio di animali esotici e "mostre etnografiche"
Il moderno giardino zoologico trae origine dall'attività di commercio degli animali della famiglia Hagenbeck, iniziata dal pescivendolo Gottfried Claes Carl Hagenbeck (detto anche Carl Hagenbeck Sr.). Nel 1848 Hagenbeck Sr. ricevette dai pescatori di Finkenwerder sei foche, catturate probabilmente in bycatch; l'imprevisto si trasformò in pretesto per mostrare al pubblico gli animali marini nella Spielbudenplatz nel quartiere St. Pauli di Amburgo, imponendo il pagamento di uno scellino per ogni visitatore. L'esposizione delle foche riscosse un discreto successo che spinse Hagenbeck ad aprire nel 1863 la Handels-Menagerie, attiva nel commercio di animali esotici, e l'attività fu proseguita e ampliata dal figlio, Carl Hagenbeck, a partire dal 1866.
L'11 marzo 1874 fu inaugurato l'Hagenbecks Thierpark in Neuer Pferdemarkt, 13, utilizzato per controverse mostre etnografiche, che avevano come protagonisti numerosi popoli indigeni tra cui canachi, sami, inuit, masai, singalesi e nubiani; nel XIX secolo infatti si diffuse, soprattutto in Europa, un discreto fascino verso tutto ciò che era considerato "esotico", soprattutto nell'ambito del colonialismo, come testimonia tra le altre cose il successo di romanzi come Il libro della giungla di Rudyard Kipling, i racconti di Winnetou di Karl May o I racconti di Calza di Cuoio di James Fenimore Cooper. Le mostre etnografiche avevano come protagonisti prevalentemente persone che avevano firmato un apposito contratto, con compensi pari a quelli degli artisti circensi, sebbene si ritenga che alcuni possano esser stati raggirati o perfino rapiti. In ogni caso, tali mostre riscossero un discreto successo all'epoca e proseguirono per diversi anni.

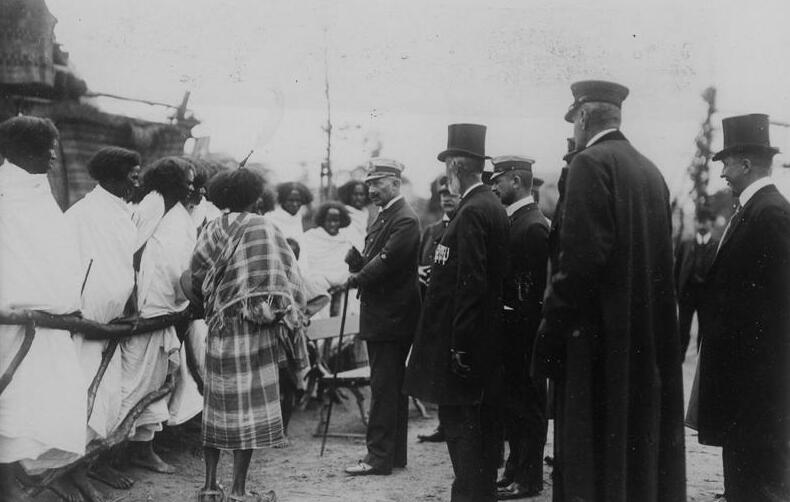
Il Kaiser Guglielmo II mentre parla con alcuni soggetti della "mostra etnografica" durante una visita al Tierpark Hagenbeck nel 1909.

Nel 1887, grazie al successo riscosso, Carl Hagenbeck inaugurò il suo primo circo nell'Heiligengeistfeld, sviluppando un metodo di addestramento improntato all'addomesticazione piuttosto che alle punizioni degli animali.

### La creazione dello "zoo senza gabbie"
L'idea principale di Hagenbeck tuttavia era quella di creare una sorta di zoo safari in ambito urbano, ovvero un giardino zoologico concepito senza barriere invasive (come le gabbie) al fine di consentire ai visitatori di vedere gli animali in un ambiente che fosse il più naturale possibile. Nel 1896 Carl Hagenbeck depositò un brevetto per i recinti esterni senza barriere e il 7 maggio 1907 fu inaugurato il primo zoo del mondo senza gabbie, che fu successivamente utilizzato come modello da molti altri giardini zoologici, tra cui il Bioparco di Roma (progettato dallo stesso Hagenbeck).
Alla morte di Hagenbeck nel 1913, l'attività fu proseguita e ampliata dai figli, Heinrich e Lorenz; quest'ultimo rifondò il circo di famiglia, che viaggiò in tutto il mondo, mentre Heinrich progettò numerosi zoo a Chicago, Detroit e Parigi, oltre che l'ampliamento dello zoo a Stellingen con la realizzazione del primo recinto per elefanti.
Nel 1943 lo zoo fu gravemente danneggiato durante i bombardamenti alleati di Amburgo, che ne distrussero almeno il 70%, uccidendo numerosi animali. Nel dopoguerra, anche grazie all'aiuto di numerosi volontari, fu comunque ricostruito.

### La ricostruzione e l'espansione nel dopoguerra

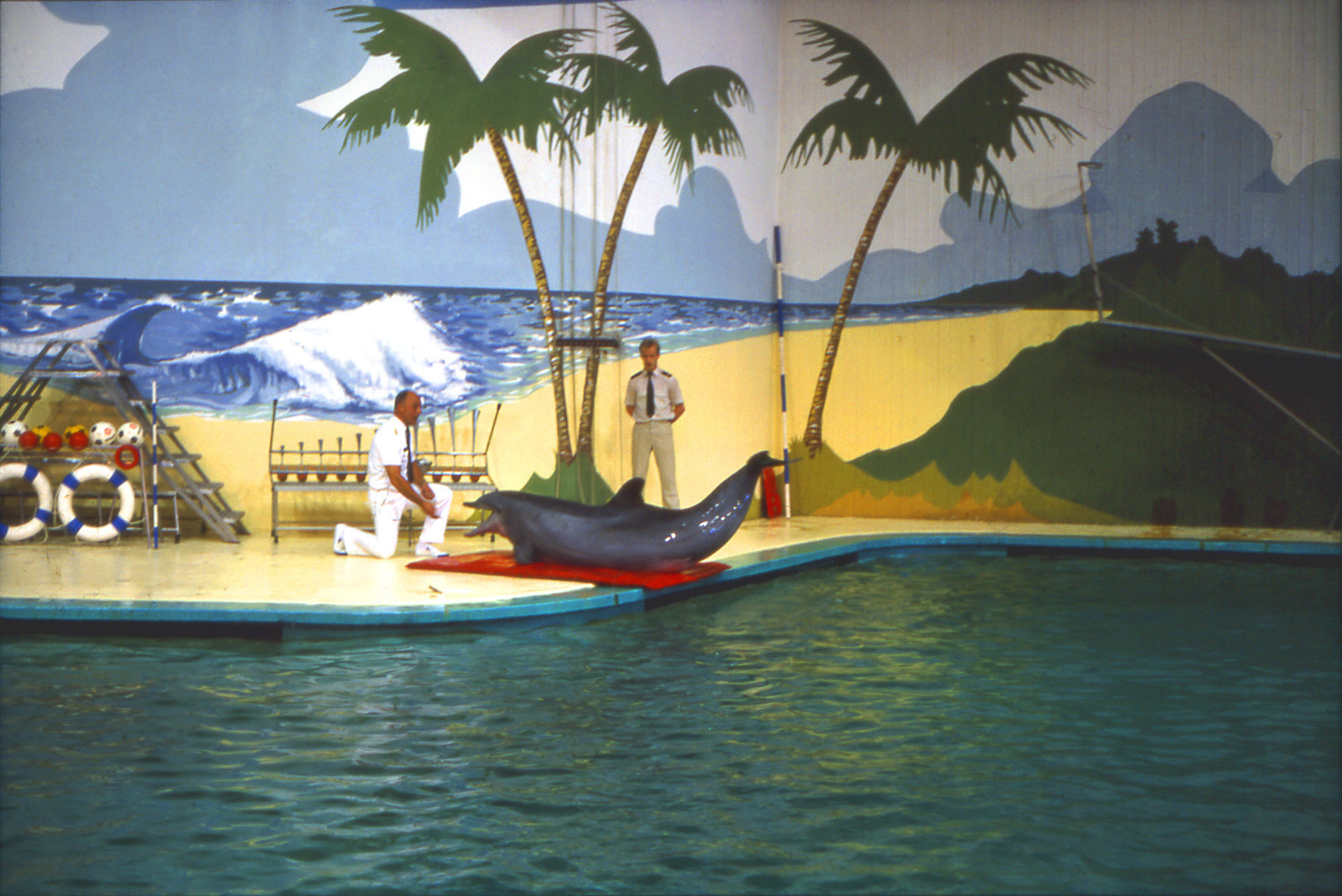
Spettacolo con delfini nel delfinario del Tierpark Hagenbeck negli anni '80.

Nel 1971 fu inaugurato un delfinario (poi oceanario) nel quale furono ospitati tursiopi, leoni marini e, a partire dalla fine degli anni '70, un'orca. La struttura fu tuttavia chiusa nel 1995 e demolita, in seguito alla sua scarsa redditività, scaturita prevalentemente dalle crescenti proteste animaliste e dalla morte improvvisa del delfino Sinbad nel 1992.

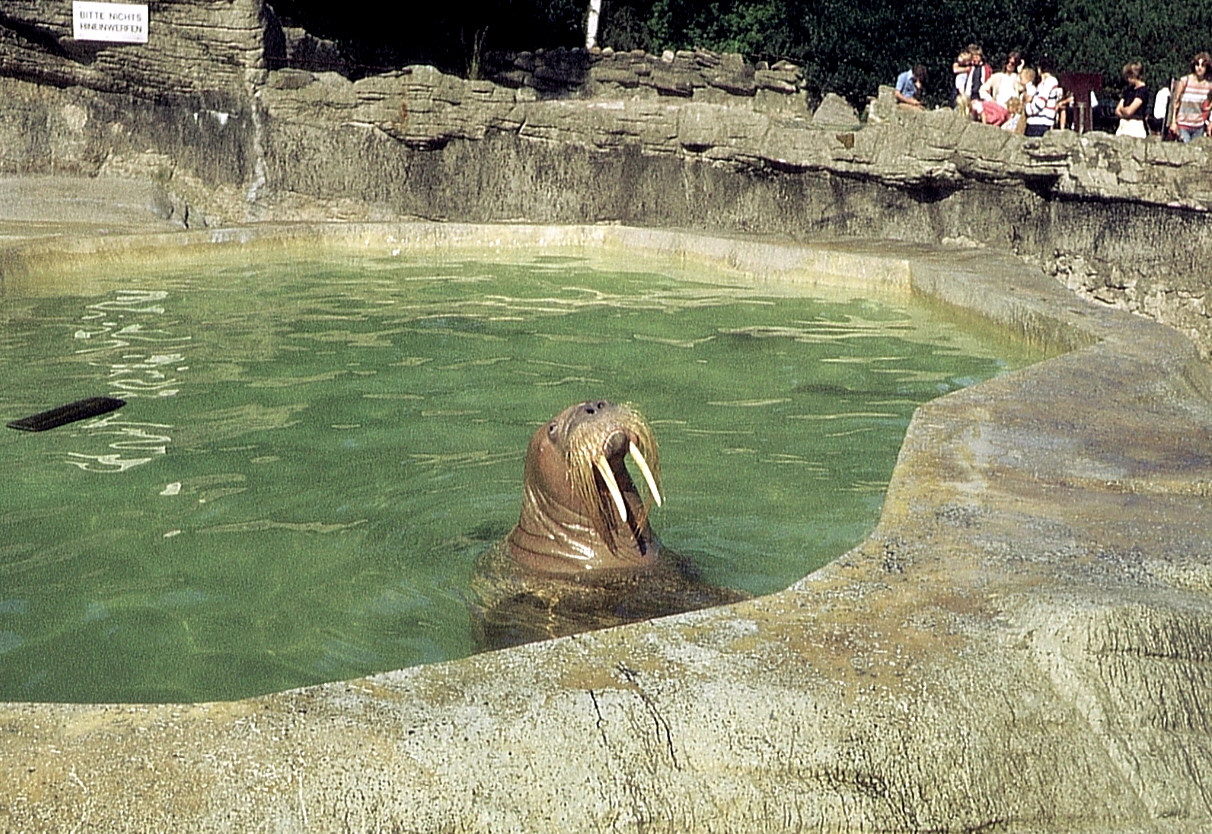
Il tricheco Antje nel 1982.

Nel 1976 lo zoo acquistò una tricheco del Pacifico femmina, ribattezzata Antje, che ottenne una discreta fama come mascotte dell'azienda radiotelevisiva tedesca Norddeutscher Rundfunk (che la inserì nel proprio logo tra il 1980 e il 2001) e fu ripresa da Janosch per il cartone animato Tiger, Bär und Antje. Dopo la morte di Antje nel 2003, il suo corpo è stato tassidermizzato ed è esposto nella collezione del Museo zoologico di Amburgo.
Il complesso del giardino zoologico è stato dichiarato monumento culturale nel 1997 ed è stato rinnovato nel 2003, con lo spostamento dell'ingresso sulla Koppelstraße (in corrispondenza della fermata della metropolitana Hagenbecks Tierpark) e la realizzazione della "sala thai", progettata da Pinyo Suwankiri e donata nel 2002 dal governo thailandese nell'ambito delle celebrazioni del compleanno di re Bhumibol e delle relazioni bilaterali tra Germania e Thailandia.
Per celebrare il centenario dall'inaugurazione dello zoo, nel 2007 è stato inaugurato l'acquario tropicale ed è stata iniziata la costruzione del Lindner Park-Hotel Hagenbeck, un albergo a tema zoologico inaugurato nel 2009.

## Controversie
Tra gli indigeni esposti nello zoo nei suoi primi anni di attività vi fu anche il bisnonno del calciatore francese Christian Karembeu, originario di una famiglia canaca della Nuova Caledonia, esposto nello zoo come "cannibale"; secondo quanto ricostruito da Karembeu, i suoi connazionali furono attirati in Europa con l'inganno e costretti ad esibirsi in condizioni disumane.